# Æggepakkeriet
Æggepakkeriet er navnet på et nybyggeri i Aarhus C, på hjørnet af Carl Blochs Gade og Skovgaardsgade. Her  opføres tre nye bygninger der vil omkranse og supplere det gamle Æggepakkeri, som siden 1939 har ligget på grunden, og nu giver navn til projektet, der kommer til at rumme 170 boliger. Det oprindelige æggepakkeri blev  opført i 1939  for Fyens Ægexport, der havde  en filial i Aarhus. Der var æggepakkeri i bygningen til 1973.
- Carl Blochs Gade 37, det gamle æggepakkeri 2018
- Det færdige byggeri